# Kościół Matki Bożej Boskiej Opatrzności w Siġġiewi
Kościół Matki Bożej Boskiej Opatrzności (malt. Il-knisja tal-Madonna tal-Providenza Divina, ang. Church of Our Lady of Divine Providence), znany też jako kaplica Boskiej Opatrzności (malt. il-kappella tal-Providenza) – rzymskokatolicki kościół, stojący w granicach miejscowości Siġġiewi na Malcie.

## Historia
Kościół stoi w połowie drogi pomiędzy Siġġiewi a Għar Lapsi, na miejscu, gdzie w antycznych czasach leżała wieś Ħal Kbir, i która wraz z trzema innymi utworzyła dzisiejsze Siġġiewi. Mówi się, że w swoim czasie była to jedna z największych wiosek na Malcie.
Pierwszy kościół stojący na tym miejscu był pod wezwaniem Ucieczki Świętej Rodziny do Egiptu. Niektóre źródła podają, że jego fundatorem był Andrea Xara. W połowie XVII wieku, ze względu na swój zły stan, kościół został zdekonsekrowany; niedługo później przywrócono go do użytku. Arcybiskup Paul Alphéran de Bussan powtórnie go zdekonsekrował, a podczas swojej wizyty pastoralnej 28 kwietnia 1747 na prośbę ówczesnego proboszcza parafii Siġġiewi, ks. Michelangelo Mamo, przywrócił kościołowi jego funkcję.
Budynek jednak był w tak złym stanie, że ks. Mamo zdecydował się na zburzenie grożącego zawaleniem kościoła, i zbudowanie na tym samym miejscu nowego. 4 listopada 1750 położony został kamień węgielny pod nową budowlę. Niecałe trzy lata później, 16 września 1753 proboszcz, jako przedstawiciel biskupa, poświęcił nowy kościół.
Głównymi dobroczyńcami nowego kościoła byli ks. Michelangelo Mamo, który ufundował obrazy, oraz ks. Nicholas Borg, którzy z własnej kieszeni pokrył koszty rzeźb, stojących wewnątrz i na zewnątrz świątyni.

## Architektura

### Wygląd zewnętrzny

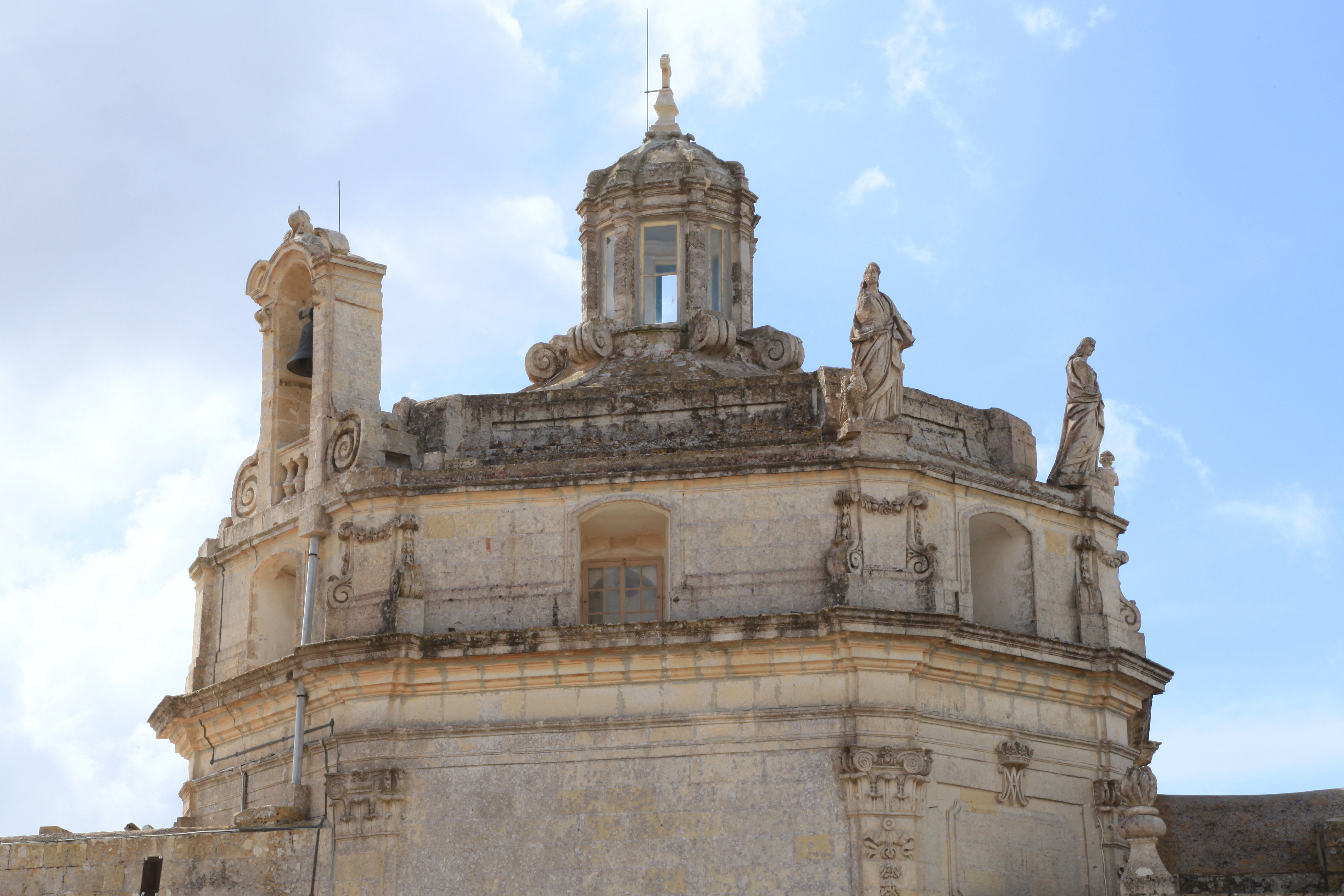
Kopuła z latarnią; po lewej widoczna dzwonnica

Kościół, podobny w stylu do kościoła Matki Bożej z Liesse w Valletcie, zbudowany został na planie ośmiokąta. Całość przykryta jest niską kopułą z latarnią, ułożoną na bębnie, na rogach którego stoi sześć figur, rzecz raczej niezwykła na Malcie. Kościół ma niewielką dzwonnicę w formie arkady, z jednym dzwonem. Wydaje się, że dzwon ten został ufundowany przez wielkiego mistrza zakonu joannitów Manuela Pinto, gdyż znajduje się na nim półksiężyc, część herbu wielkiego mistrza.

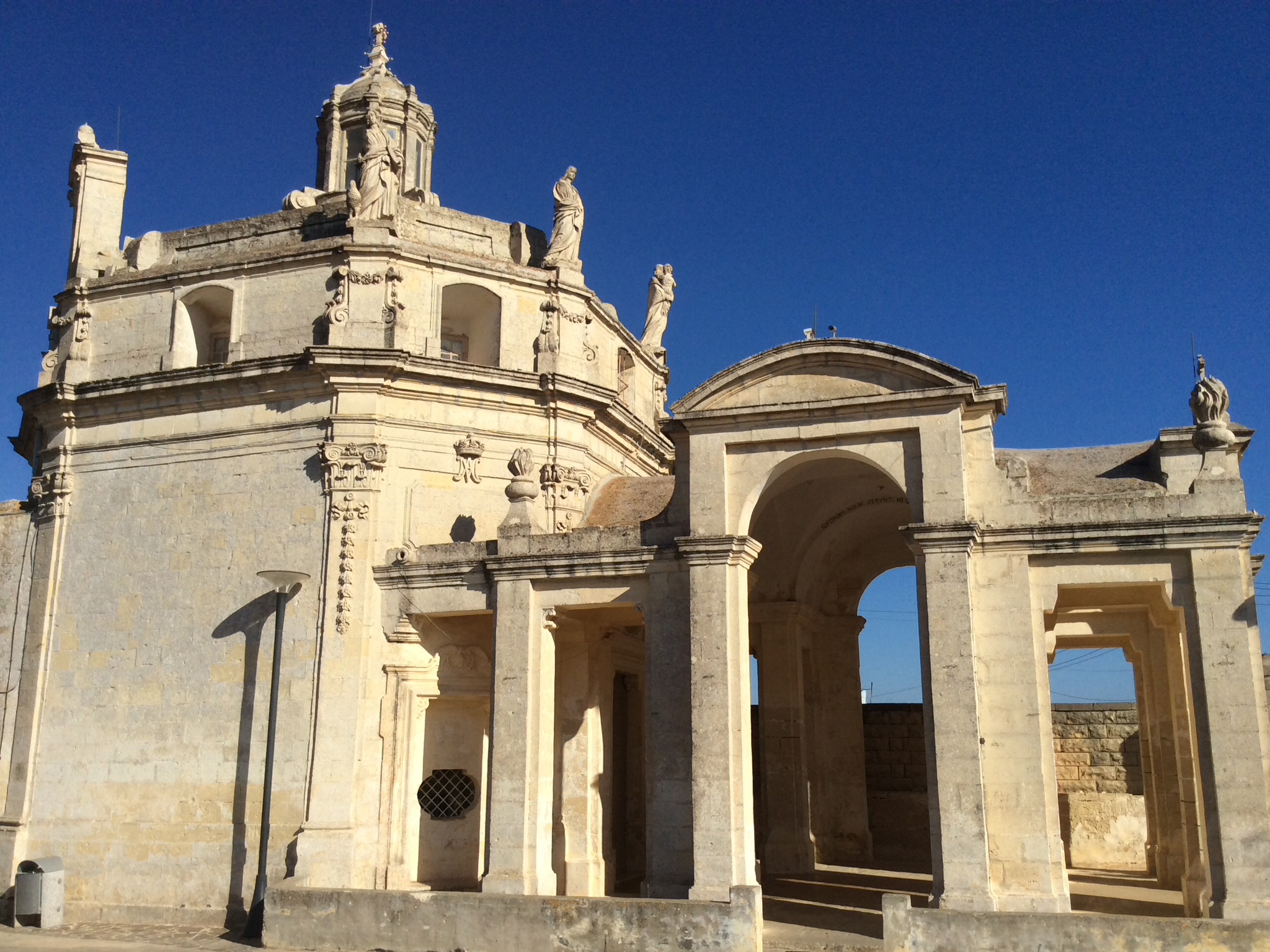
Kościół Matki Boskiej Bożej Opatrzności, portyk z prawej strony

W latach 1815–1816 Michael Cachia zaprojektował i dobudował do kościoła portyk, który wzmocnił budowlę po tym, jak została dwukrotnie trafiona przez piorun. Według niektórych, portyk ten jest jednym z najładniejszych na wyspach. Fundatorem budowli był ks. Pietro Paolo Saliba. Na sklepieniu portyku łacińska sentencja z Ewangelii św. Mateusza: RESPICITE. VOLATILIA. COELI / QVONIAM. NON. SERVNT. NEQVE. NETVNT / NEQVE. CONGREGANT. IN HORREA / ET. PATER VESTER. COELESTIS. PASCIT. ILLA. / NONNE. VOS. MAGIS. PLVRIS. ESTIS. ILLIS. („Przypatrzcie się ptakom w powietrzu: nie sieją ani żną i nie zbierają do spichlerzy, a Ojciec wasz niebieski je żywi. Czyż wy nie jesteście ważniejsi niż one?”) (Mt 6,26).

### Wnętrze
Kościół, zbudowany został w pierwszej połowie XVIII wieku. Styl barokowy widoczny jest w wielu detalach. Wnętrze, okryte w całości niską kopułą, ma kształt ośmiokąta. Wewnątrz jest jeden ołtarz.
Kaplica wewnątrz ozdobiona jest grupą pilastrów w stylu kompozytowym. Powyżej, wokół całego wnętrza biegnie ozdobne belkowanie, a liczne okna wokół bębna kopuły bogato doświetlają wnętrze. Każdy obraz otoczony jest ramą w stylu rokoko, ozdobioną aniołkami, bluszczem, muszlami i innymi motywami. Na ścianach ozdobne kinkiety, po obu stronach ołtarza drzwi do zakrystii.

#### Obraz tytularny
Oryginalnie od 1753 nad ołtarzem wisiał obraz tytularny, przedstawiający Madonnę z Dzieciątkiem na ręku, otoczoną przez anioły. U Jej stóp dusze czyśćcowe oraz patron fundatora – archanioł Michał. Jego autorem był Enrico Arnaux (lub Arnaud). W 1804 obraz ten został przeniesiony do zakrystii i zastąpiony przez, wiszące do dziś, dzieło Giuseppe Velasqueza z Palermo, przedstawiające Matkę Bożą z Dzieciątkiem Jezus błogosławiącą ziemię. Od tego czasu kościół znany jest jako kościół Boskiej Opatrzności. 24 lipca 1984 obraz został, wraz z kilkoma innymi obrazami ex-voto, skradziony ze świątyni. Odzyskany, zawisł na poprzednim miejscu.
Nad obrazem wymyślny kartusz z łacińskim napisem wewnątrz: SUCCURRIT MISERIS ET CŒLO PROVIDA MATER, trzymany przez dwa putto; od kartusza spływa w dół po obu stronach ozdobny feston.

#### Inne dzieła sztuki
W kościele znajduje się rzeźba św. Rocha oraz kilka obrazów. Są to:
- Św. Paweł Pustelnik i św. Antoni Wielki (autor nieznany, być może Francesco Zahra, XVIII w.)
- Św. Kajetan i św. Filip Neri (autor nieznany, XVIII w.)
- Wniebowzięcie (autor nieznany, XVIII w.)
- Święci Kosma i Damian (kopia obrazu Mattia Preti z 1698 z zakrystii konkatedry św. Jana)
- Nawrócenie św. Pawła
- Ucieczka Świętej Rodziny do Egiptu
- Wniebowzięcie (stary obraz tytularny)
- Św. Filip wyrzucający demony[1]
- Trójca Święta (Aldo Micallef Grimaud, 1984)[5]

W latach 2004–2006 odnowione zostały trzy XVIII-wieczne obrazy, które uległy uszkodzeniu podczas uderzeń pioruna w kościół na początku XIX wieku, a następnie przez wilgoć. Prace te wykonane zostały przez firmę ReCoop na zlecenie komitetu do opieki nad dziedzictwem kulturowym Siġġiewi.
Z boku głównego ołtarza znajduje się kula armatnia o średnicy 12„ (ok. 30,5 cm), podobno turecka, będąca przypomnieniem Wielkiego Oblężenia Malty z 1565. Wówczas około 560 mężczyzn z Siġġiewi brało udział w obronie Birgu.

## Kaplica dzisiaj
Z boku świątyni znajduje się zakratowane okienko, przez które wierni mogą adorować Najświętszy Sakrament. Nie ma codziennych mszy świętych, jedynie przy specjalnej okazji, np. ślub lub święto tytularne, która to uroczystość odbywa się w pierwszą lub drugą niedzielę września.

## Ochrona dziedzictwa kulturowego
Budynek kaplicy umieszczony jest na liście National Inventory of the Cultural Property of the Maltese Islands pod nr. 2137.